# World War One
World War One è un videogioco di strategia a turni sviluppato da Luca Cammisa per AGEOD nel 2008.

## Modalità di gioco
Il gioco è ambientato nel periodo 1914-1918 e consente di ripercorrere 10 scenari e 4 campagne ambientate nel periodo della prima guerra mondiale e consente di interpretare i leader politici e militari delle principali nazioni coinvolte.

## Accoglienza
Games Radar ha valutato World War One con un 7/10, mettendo in evidenza la vastità e la precisione della mappa europea e la profondità delle opzioni economiche, politiche e diplomatiche. Dure critiche invece sono arrivate al tutorial testuale, giudicato gravemente inadeguato e per la lentezza dell'intelligenza artificiale.